# Cockburnspath

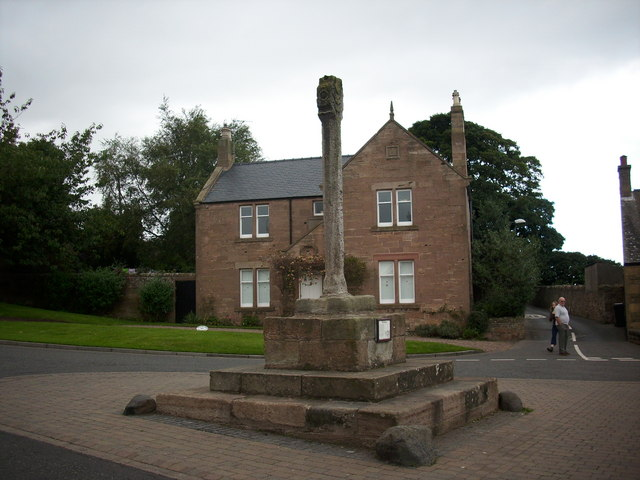
Croce di mercato

Cockburnspath è un villaggio di circa 400 abitanti della Scozia sud-orientale, facente parte dell'area amministrativa degli Scottish Borders (contea tradizionale: Berwickshire) e situato in prossimità della costa sul Mare del Nord tra Berwick-upon-Tweed e Edimburgo.

## Geografia fisica

### Collocazione
Cockburnspath si trova tra Dunbar e Berwick-upon-Tweed (rispettivamente a sud/sud-est della prima e nord/nord-ovest della seconda) ed è situato nell'estremità orientale della Southern Upland Way, a circa 5 km ad ovest/nord-ovest del villaggio costiero di Cove.

## Società

### Evoluzione demografica
Al censimento del 2001, Cockburnspath contava una popolazione pari a 412 abitanti.

## Storia
L'area presenta molti resti archeologici che indicano tracce di vita e di battaglie sin dall'età del Bronzo. Sorge presso la vecchia strada dell'invasione dell'Inghilterra verso la Scozia; Cockburnspath era in origine conosciuto come "Sentiero di Colbrand", prendendo il nome da un gigante del folklore popolare.
Sir Adam de Hepburn (morto prima del 1371), durante il regno di Davide II di Scozia, ebbe una concessione sulle terre di Traprain, Southalls e Northalls (unite come Hailes) nell'Haddingtonshire, oltre a terre presso Mersingtoun, Cockburnspath e Rollanstoun nel Berwickshire.

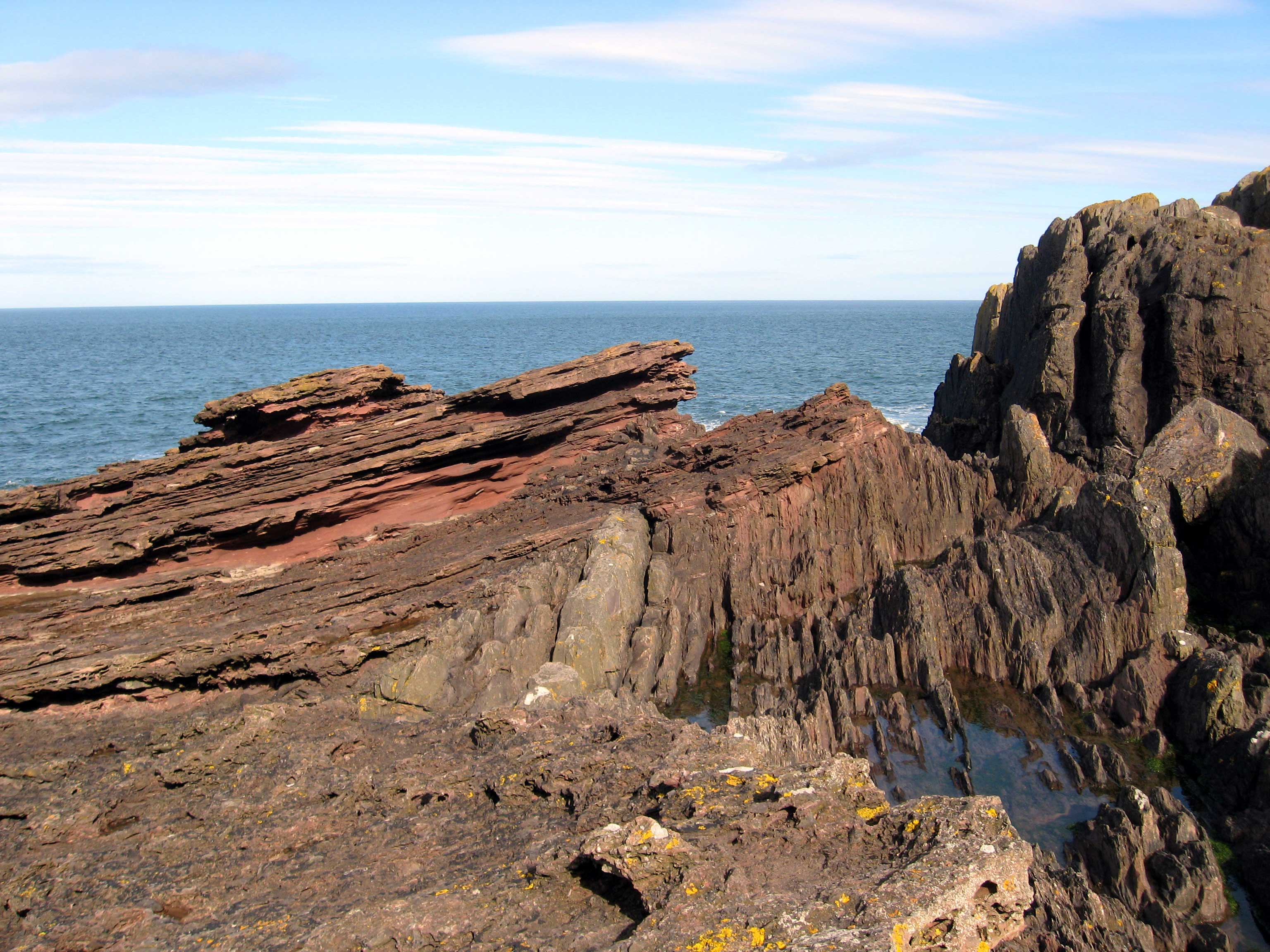
La discordanza angolare presso Siccar Point mostra strati di Old Red Sandstone del Devoniano che declinano dolcemente formando una copertura erosa dagli elementi e posta al di sopra di rocce a letto molto verticale di grovacca del Siluriano.

Le terre di Cockburnspath ad un certo punto devono essere tornate alla Corona, in quanto furono parte della dote che Giacomo IV di Scozia assegnò a Margherita Tudor, figlia di Enrico VII d'Inghilterra, al momento del loro matrimonio nel 1503. Questo fu conosciuto come il matrimonio del cardo e della rosa, che rappresentano i simboli nazionali scozzese e inglese.
Il matrimonio assicurò la firma del Trattato di Pace Perpetua tra Scozia ed Inghilterra nel 1502; la pace ebbe tuttavia vita breve, e James fu ucciso nella battaglia di Flodden Field, poco oltre il confine del Northumberland nel 1513. Questo matrimonio dinastico, tuttavia, portò all'Unione delle Corone del 1603, quando Giacomo VI di Scozia divenne anche Giacomo I d'Inghilterra alla morte di Elisabetta I.
Nel XIX secolo Cockburnspath fu una nota località estiva molto ambita da artisti scozzesi che dipinsero il villaggio, i contadini e i panorami circostanti. I pittoreschi panorami del villaggio catturarono James Guthrie e Edward Arthur Walton, che condivisero una casa nel villaggio nel 1883.
Dunglass, situato appena ad ovest della cittadina, fu la città del geologo Sir James Hall che, nella primavera del 1788, si unì a John Playfair e James Hutton in un viaggio in barca da Dunglass Burn verso est lungo la costa, cercando prove a sostegno della teoria di Hutton secondo la quale le formazioni di roccia si sovrapposero in un ciclo senza fine lungo un amplissimo periodo di tempo. Trovarono esempi della "discordanza angolare" in diversi luoghi, particolarmente presso Siccar Point, ritratto da Sir James Hall. Come Playfair ricordò in seguito, "La mente sembrava stordirsi guardando così indietro nell'abisso del tempo". L'opera di Hutton influenzò i geologi di generazioni successive, in particolare Charles Lyell e Charles Darwin.
Presso Fast Castle si trovava un set scenografico del romanzo di Walter Scott La sposa di Lammermoor, che a sua volta ispirò l'opera di Gaetano Donizetti Lucia di Lammermuir. Le Lammermuir Hills costituiscono un'area di brughiera che dal villaggio di spinge verso ovest, e sulla quale pascolavano le pecore delle abbazie dell'area dei Borders durante il Medioevo.

## Architettura
La croce di mercato del XVI secolo che sorge al centro del villaggio ricorda il matrimonio tra Giacomo IV di Scozia e Margherita Tudor ed ha incisi gli emblemi del cardo (simbolo della Scozia) su due facce, e una rosa (simbolo dell'Inghilterra) sulle altre due.
La chiesa parrocchiale presenta una insolita torre rotonda; nel villaggio si trova una chiesa eretta nel XVI secolo e in gran parte restaurata nel XIX secolo, gestita da Historic Scotland.